# Tram van Gotha

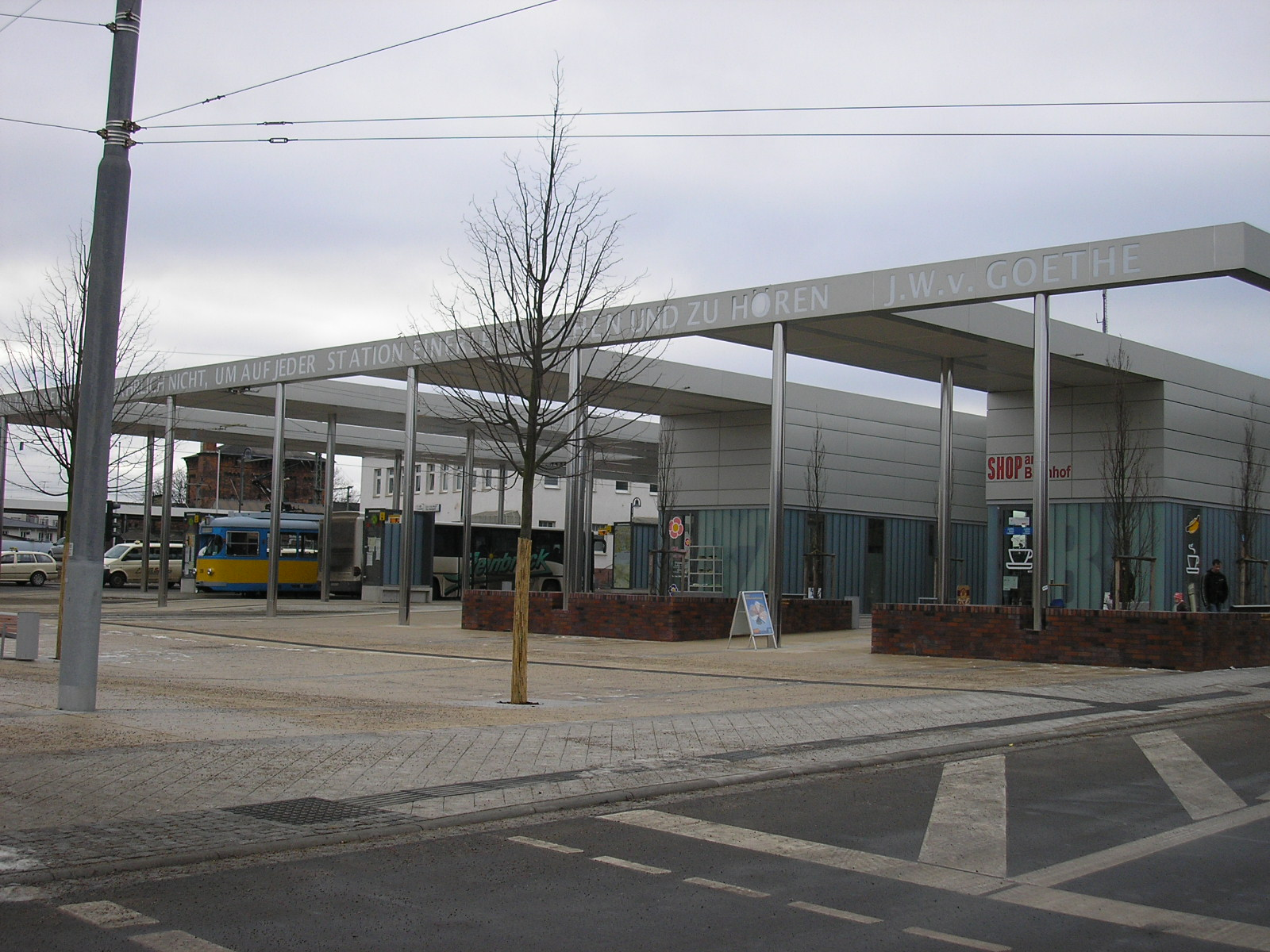
Tramhalte aan het station Gotha Hbf

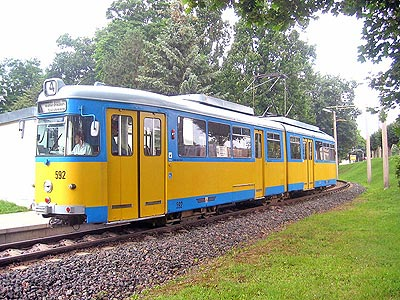
De van het trambedrijf Bochum-Gelsenkirchen overgenomen gelede tweerichtingstrams zijn niet meer in dienst.

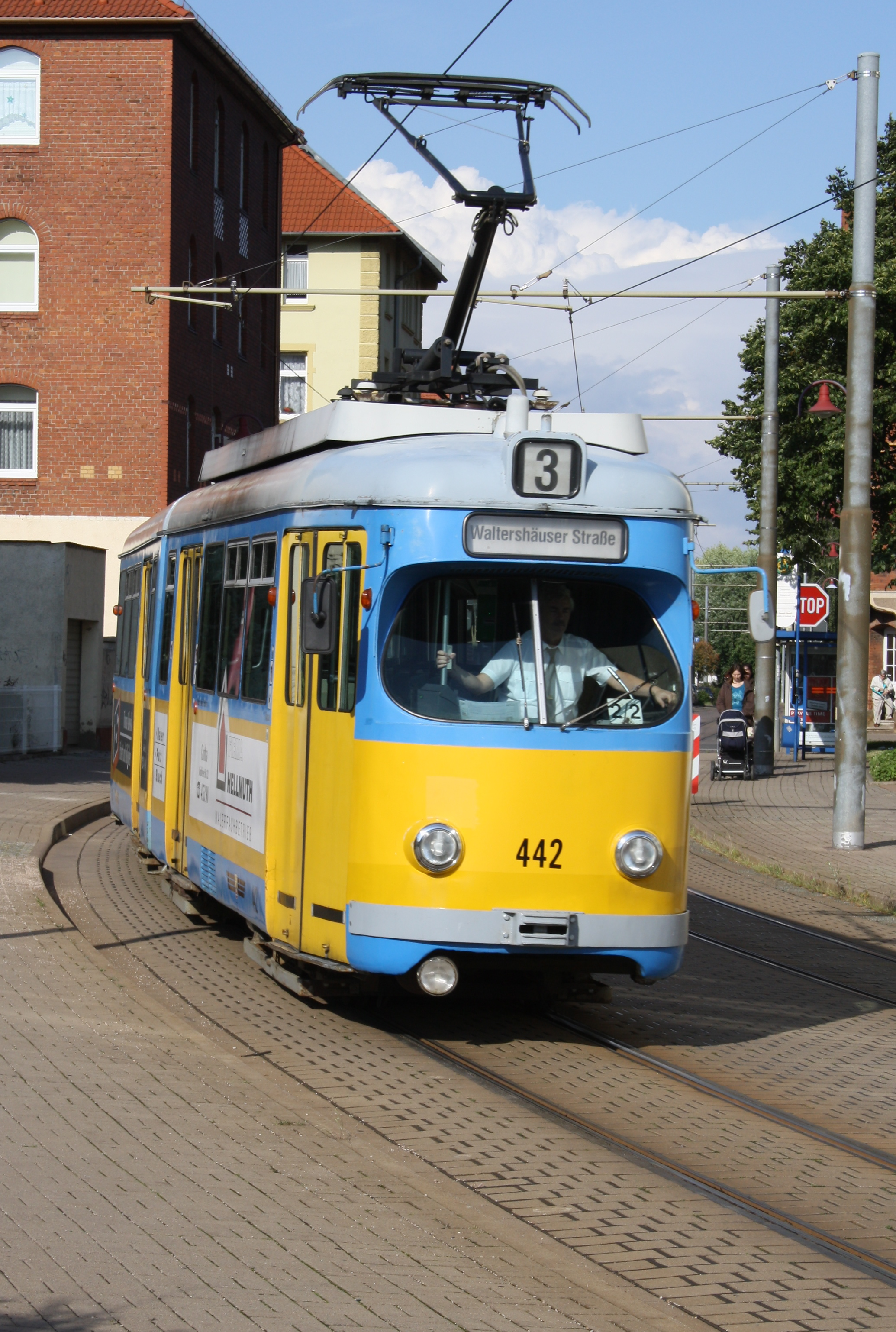
Een uit Mannheim overgenomen gelede Düwag-tram bedient in 2011 de slechts een- of tweemaal daags rijdende lijn 3, bestemming Waltershäuser Straße

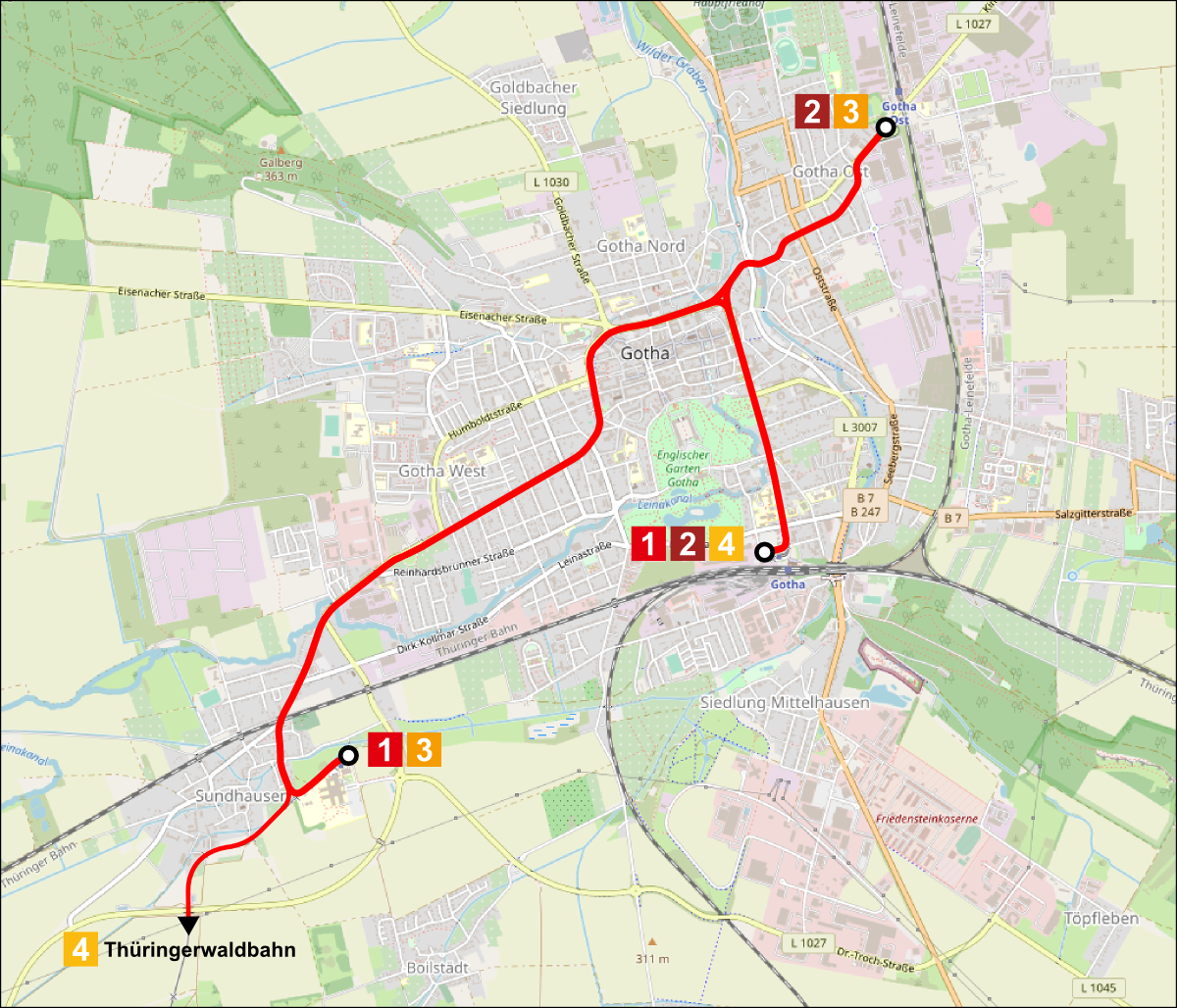
De stadstram van Gotha

De tram van Gotha is een metersporig tramnet in de stad Gotha, gelegen in de Duitse deelstaat Thüringen. Het net bestaat sinds 1894 en was vanaf het begin geëlektrificeerd. De regionale tramlijn Thüringerwaldbahn naar Tabarz is volledig geïntegreerd in het stadsnet. De vijf lijnen worden heden ten dage uitgebaat door vervoerbedrijf Thüringerwaldbahn und Straßenbahn Gotha GmbH (TWSB).

## Lijnen
| Lijn | Traject                                                            | Lengte  | Rijtijd | Haltes | Frequentie Ma.–Vr./Za.–Zo.            |
| ---- | ------------------------------------------------------------------ | ------- | ------- | ------ | ------------------------------------- |
| 1    | Station – Ziekenhuis                                               | 6,1 km  | 23 min  | 14     | 10/15                                 |
| 2    | Station – Ostbahnhof (Station Oost)                                | 3,0 km  | 12 min  | 7/8    | 15/25                                 |
| 3    | Stelplaats – Ostbahnhof                                            | 4,0 km  | 14 min  | 10     | per richting, een- tot tweemaal daags |
| 4    | Station – Tabarz                                                   | 22,5 km | 58 min  | 23     | 30/30                                 |
| 6    | Waltershausen Gleisdreieck (spoordriehoek) – Waltershausen Bahnhof | 2,4 km  | 7 min   | 5      | 30/30                                 |

- Sinds de wijziging van de dienstregeling op 13 december 2009 bedienen enkele ritten van lijn 4 tijdens de daluren ook de halte Krankenhaus (ziekenhuis).
- De huidige lijn 3 rijdt slechts een- (op zaterdag en zondag) of tweemaal (maandag tot vrijdag) per dag en per richting. Dit zijn ritten van lijn 2 van en naar de stelplaats. De uitsluitend door lijn 3 bediende halte Waltershäuser Straße, die in de keerlus tegenover de stelplaats ligt, wordt niet langer bediend. De vroegere lijn 3 tussen de Huttenstraße en het Hauptfriedhof (hoofdkerkhof) en met drie tussenliggende haltes reed voor het laatst op 30 juni 1985. Tussen 1 juni 1985 en 1991 werd lijn 3 tussen het oude busstation en het Hauptfriedhof bediend door een vervangende busdienst. Thans wordt dit traject van maandag tot zaterdag bediend door stadsbuslijn F, van maandag tot vrijdag door stadsbuslijn E en 's zondags eveneens door stadsbuslijn B.
- Het lijnnummer 6 bestaat sinds 30 augustus 2007. Daarvoor werden de ritten van en naar het station van Waltershausen geïntegreerd in lijn 4. Lijn 6 wordt als enige met tweerichtingtrams bereden hoewel aan beide eindpunten een keermogelijkheid voorhanden is. De reden is dat aan de keerdriehoek in Waltershausen daardoor tijd kan worden gewonnen. Speciaal zijn voor die lijn 6 twee tweerichtingstrams ter beschikking die echter maar deuren hebben aan één zijde.

## Geschiedenis
Voor een uitvoeriger geschiedenis van de Thüringerwaldbahn, zie aldaar.
Al vanaf 1880 overwoog men in de opkomende industriestad Gotha, waar zich op dat ogenblik ook de residentie bevond van het Hertogdom Sachsen-Coburg en Gotha, een paardentram aan te leggen tussen het in het Zuiden gelegen station en het stadscentrum. De stad telde toen circa 27.000 inwoners. Deze poging leidde echter tot niets. Op 24 mei 1883 besloot de gemeenteraad tot de aanleg van een elektrische tram. De Union Electrizitäts-Gesellschaft uit Berlijn werd aangeduid tot bouwheer. De eigenaar van het tramnet was de Elektrizitäts-AG voorheen W. Lahmeyer & Co (EAG) uit Frankfurt am Main. De lijn was klaar in het voorjaar 1894 zodat de hertog van Saksen-Gotha deze op 2 mei 1894 kon inhuldigen. Het traject met een lengte van 2,7 km liep van het station van Gotha door het stadscentrum naar de Waltershäuser Straße. Een rit kostte tien Pfennig voor een volwassene en vijf Pfennig voor een kind.
Later ging het eigenaarschap van de tram over naar de EAG die een regionaal tramnet wou uitbouwen en hiervoor in 1897 ook de ministeriële toestemming kreeg. Omstreeks 1900 werden buiten de stad Gotha volgende verbindingen in overweging genomen: een lijn naar Siebleben, een lijn via Waltershausen en Tabarz naar Winterstein met een aftakking naar Friedrichroda en Schmerbach, een lijn naar Uelleben, een lijn naar Günthersleben-Wechmar, een lijn via Remstädt naar Goldbach en een verbinding via Molschleben tot Töttestadt. Uiteindelijk zou van al die plannen enkel de lijn via Waltershausen naar Tabarz worden aangelegd.
In 1902 werd, aanvullend op een reeds naar het Noorden lopend traject, een lijn ten Zuiden van het stadscentrum in gebruik genomen. Daardoor werd een ringverbinding mogelijk. Als gevolg van de Eerste Wereldoorlog werd dit traject al in 1916 opgeheven zonder ooit nog in dienst te komen. In 1912 ging het trambedrijf over naar een dochterbedrijf van AEG. In hetzelfde jaar kwam de nieuwe stelplaats aan de Waltershäuser Straße in dienst en dit ter vervanging van de oude stelplaats aan het station van Gotha. In 1914 werd gestart met de aanleg van de Thüringerwaldbahn richting Waltershausen en Tabarz maar de Eerste Wereldoorlog zorgde er in 1915 voor dat de werken werden stilgelegd. De werf werd pas dertien jaar later heropgestart en de aftakking naar Waltershausen kwam daardoor pas in 1929 in dienst.
De exploitatie werd in 1945 als gevolg van de Tweede Wereldoorlog enkele maanden onderbroken. De Thüringerwaldbahn was zelfs tot in 1947 onderbroken als gevolg van de versperring van het spoor door het puin van de vernielde brug over de autosnelweg. In 1948 werd het trambedrijf genationaliseerd vooraleer in 1951 over te gaan in een Volkseigener Betrieb (VEB). Vanaf dan werd ook nieuw rollend materieel besteld, dat de deels nog uit de begintijd van de tram daterende voertuigen, verving. Vanaf 1954 stroomden er voertuigen in van de Gothaer Waggonfabrik, op dat ogenblik de enige tramfabriek in de DDR tot de productie moest stilgelegd worden ten voordele van de Tsjecho-Slowaakse Tatratrams. In 1965 arriveerde de eerste gelede tram van het type G4. Later volgden nog de CKD-T2D en vanaf 1981 de Tatra KT4D, alle van Tsjecho-Slovaakse makelij. Dit laatste type rijdt nog steeds in gemoderniseerde vorm. Tussen 1982 en 1988 kende de Thüringerwaldbahn ook goederenvervoer.
Als gevolg van de Wende ging de exploitatie in 1990 over van de VEB naar een vennootschap met beperkte aansprakelijkheid (GmbH). Naast de stad Gotha werden ook de gemeenten Friedrichroda en Tabarz en het Landkreis Gotha aandeelhouder. Het wagenpark werd in 1991 versterkt met zes gelede trams, type GT6 van het trambedrijf van Mannheim en in 1993 volgden nog vier gelijke trams.
In 2002 kwam de tot nog toe laatste verlenging naar het Helios Kreiskrankenhaus Gotha/Ohrdruf in dienst, door het trambedrijf kortweg aangeduid als de halte Krankenhaus (ziekenhuis).
Begin augustus 2016 stelde het busbedrijf Steinbruck uit Gotha voor om het vervoeraanbod van de tram van Gotha en de Thüringerwaldbahn over te nemen door het te vervangen door een vergelijkbaar busaanbod. In oktober 2016 werd dit evenwel door de deelstaatoverheid van Thüringen afgewezen.

## Voertuigen in reguliere dienst
| Nummers                          | Nummers             | Aantal | Bouwer    | Type  | Bouwjaar  | Opmerkingen |
| -------------------------------- | ------------------- | ------ | --------- | ----- | --------- | --- |
|                                  | 301–306             | 06     | ČKD Tatra | KT4DM | 1981–1982 | 301–302 uitgevoerd als stadstram, 303–306 uitgevoerd als streektram, alle in 1997 tot 1999 gemoderniseerd |
|                                  | 307–317, 319, 310II | 13     | ČKD Tatra | KT4D  | 1990      | In de jaren 2001 tot 2008 overgenomen van het trambedrijf van Erfurt, 309, 310, 312, 314, 315 en 319 zijn gemoderniseerd, 316 en 317 werden in 2010, respectievelijk 2012 omgebouwd voor tweerichtingsexploitatie op lijn 6, nummer 310 is de tweede tram met dit nummer gezien de eerste tram 310 in 2006 na een ongeval werd geschrapt |
|                                  |                     | 0      | Duewag    | GT6   | 1962–1967 | In 1991 en 1993 samen met negen andere tweedehandswagens van dit type (318, 320, 324, 395, 396, 401, 408, 412 en 443) overgenomen uit Mannheim; al deze trams zijn buiten dienst, de laatste tram ging op 31 mei 2015 uit dienst |
| Duewag GT8N in Gotha, March 2015 | 505, 508, 521, 522  | 04     | Duewag    | GT8N  | 1962–1964 | met lagevloer middenkast, in 2011 als tweedehandswagen overgenomen uit Mannheim |

## Bijzondere en historische voertuigen

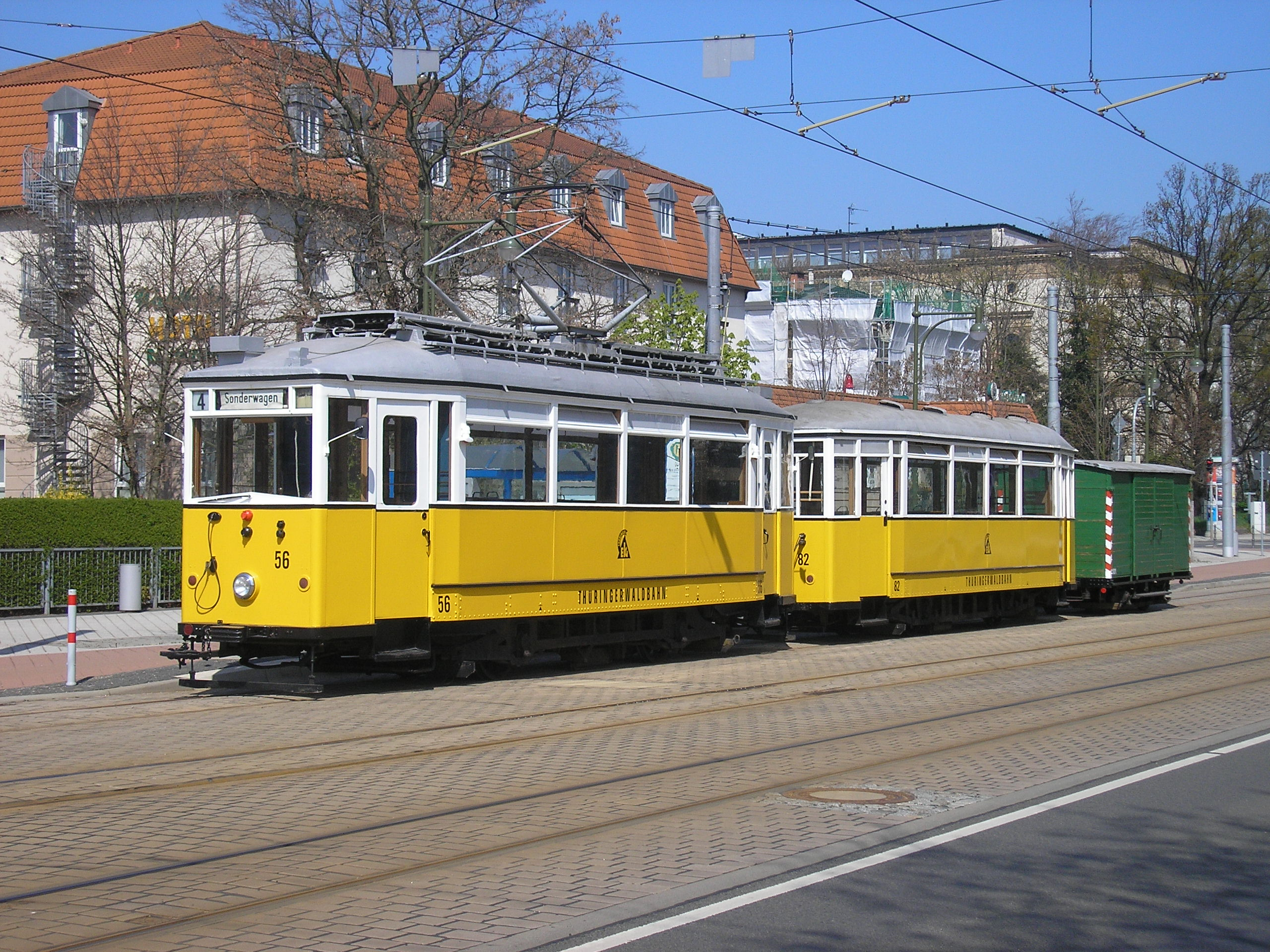
Historische tram, type T1, in 1928/29 gebouwd door de Gothaer Waggonfabrik.

| Rijtuig | Type                                           | Bouwer                    | Bouwjaar | Opmerking |
| ------- | ---------------------------------------------- | ------------------------- | -------- | --- |
| 39      | ET 55 ZR (Zweirichtung = tweerichtingsrijtuig) | VEB Waggonbau Gotha / LEW | 1955     | Tussenvorm van de ET 54 / ET 57                                                                                        |
| 43      | ET 57 ER (Einrichtung = eenrichtingsvoertuig)  | VEB Waggonbau Gotha / LEW | 1956     | In voorbereiding voor historische ritten                                                                               |
| 93      | EB 57 ER                                       | VEB Waggonbau Gotha / LEW | 1956     | Prototype eenrichtings-bijwagen; sinds september 2014 in afwerking                                                     |
| 56      | T 1                                            | Bothmann/Gotha            | 1928/29  | Historisch rijtuig, sinds 1989 beschermd                                                                               |
| 82      | B 1                                            | Bothmann/Gotha            | 1928/29  | Historisch rijtuig, sinds 1989 beschermd                                                                               |
| 101     | Bagagewagen                                    | Bothmann/Gotha            | 1928/29  | Historisch rijtuig, sinds 1989 beschermd                                                                               |
| 111     | KT4D                                           | ČKD Tatra                 | 1985     | Speciaal uitgerust met bar, discotheek, gastentafels, kitchenette, toilet; ex GVB 111, ex Berlin 4591, 9366, 219-366-0 |
| 215     | G4-67                                          | VEB Waggonbau Gotha / LEW | 1967     | In streektram-uitvoering                                                                                               |

## Werkwagens en bijzondere voertuigen

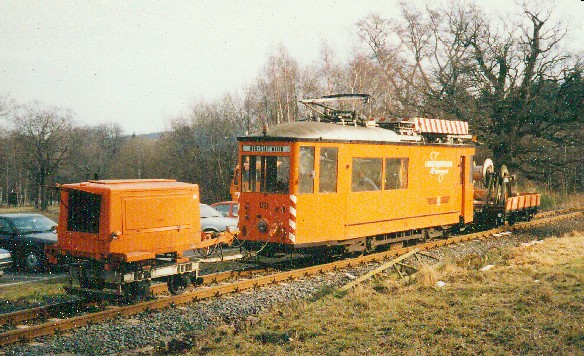
Werkwagen 010 met generator-aanhangwagen

| Voertuig | Type  | Bouwer                   | Bouwjaar | Opmerking                                                                            |
| -------- | ----- | ------------------------ | -------- | ------------------------------------------------------------------------------------ |
| 010      | T 1   | Bothmann / Gotha         | 1928     | ex Tw 51, 1975–1980 omgebouwd tot een motorwagen voor de revisie van de bovenleiding |
| 38       | ET 55 | VEB Wagonbau Gotha / LEW | 1955     | Werkplaatsvoertuig, buiten dienst                                                    |
| 47       | ET 57 | VEB Wagonbau Gotha / LEW | 1963     | Rangeer- / sleepvoertuig                                                             |
| 117      | --    | Zelfbouw TWSB            | 1982     | Hulpdraaistel                                                                        |
| 118      | --    | Zelfbouw TWSB            | 1982     | Hulpdraaistel                                                                        |
| 119      | --    | onbekend                 | onbekend | Platte wagen voor stroomaggregaat                                                    |
| 121      | --    | Zelfbouw TWSB            | 1971     | Sneeuwploeg                                                                          |
| 123      | --    | Zelfbouw TWSB            | 1977     | ex Zwickau 107 (onderstel), sneeuwploeg „JUMBO“                                      |
| 124      | --    | DR/Naumburg (Saale)      | 1978     | SKL                                                                                  |
| 125      | --    | DR/Naumburg (Saale)      | 1979     | SKL                                                                                  |
| 126      | --    | Zelfbouw TWSB            | 1983     | kipwagen voor ballast                                                                |

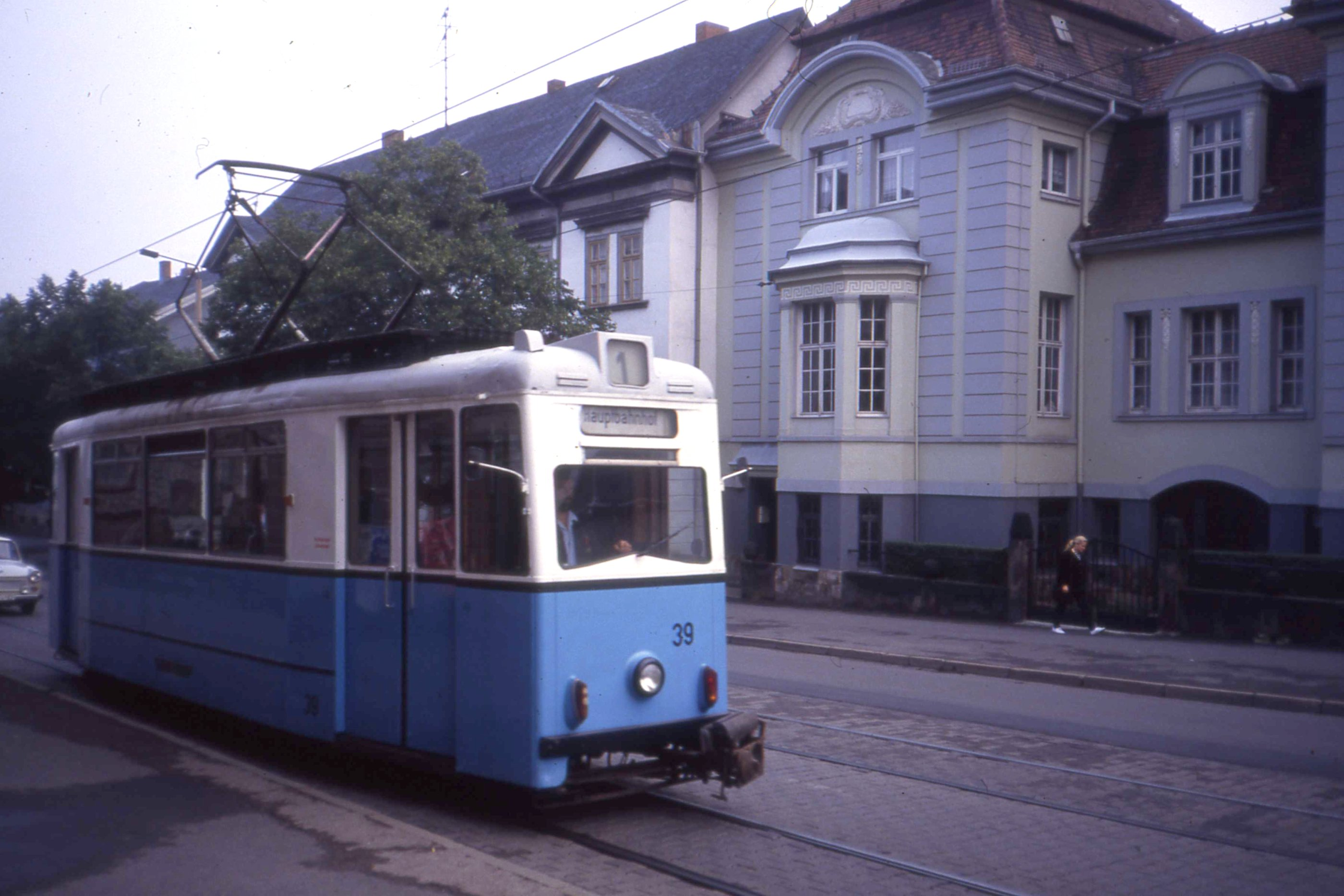
Gothatram ET 55 Nr. 39, 1991
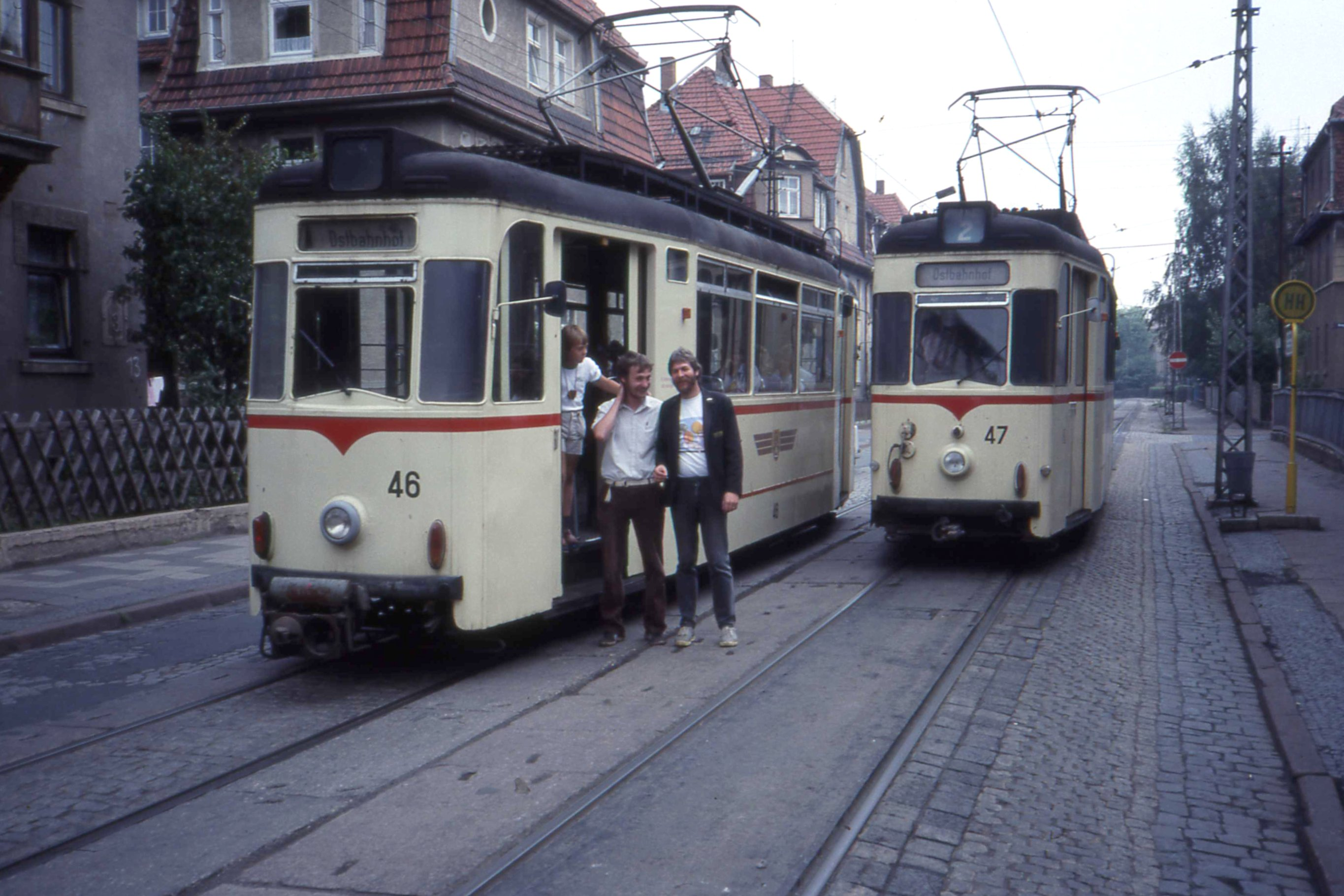
Gothatram ET 57 nr. 46 en 47, 1989
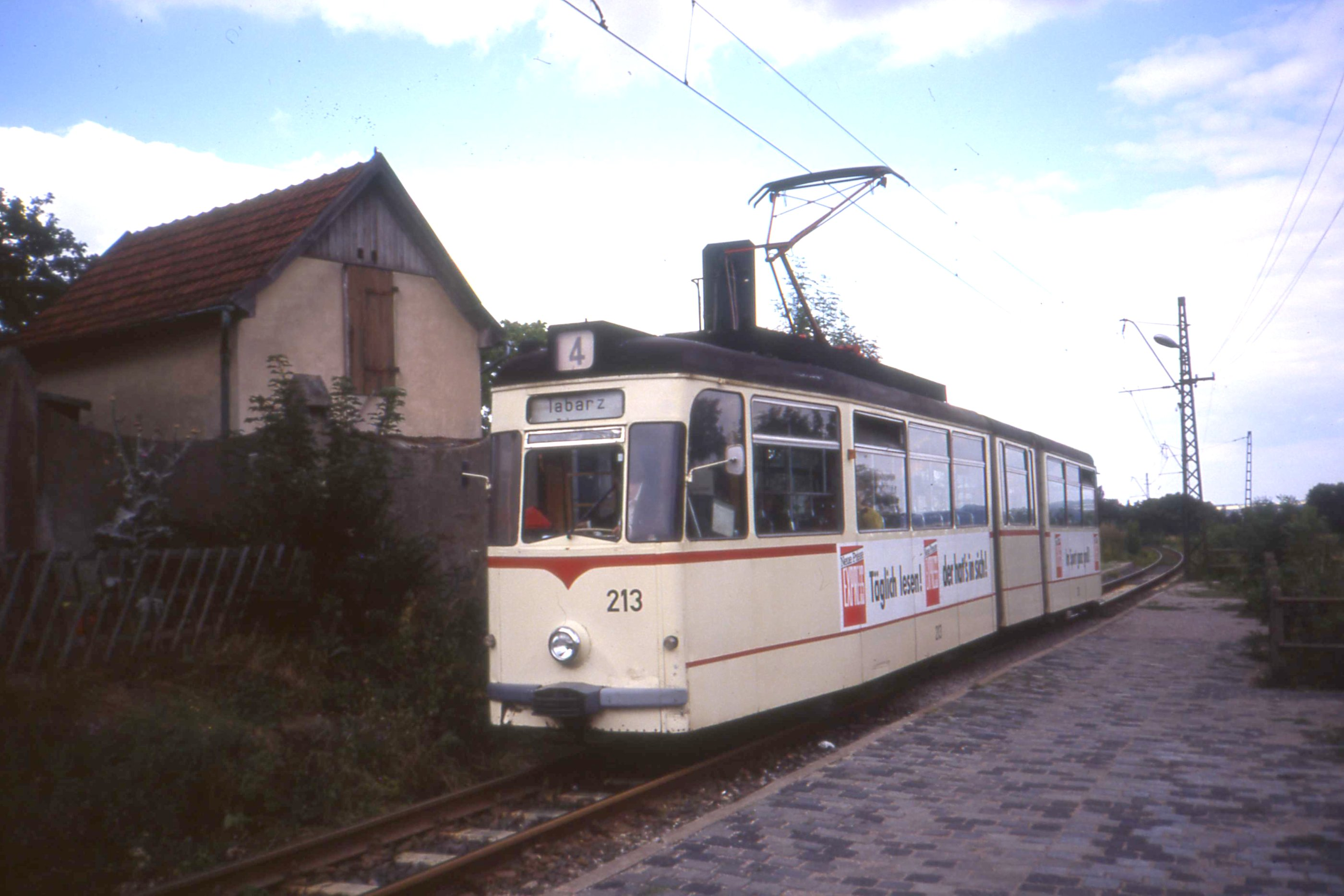
Gothatram G4 Nr. 213, 1991